# アダマース
アダマース（古希: Ἀδάμας, Adamās）は、ギリシア神話の人物である。長音を省略してアダマスとも表記される。ヒュルタコスの子アシオスの子で、パイノプスと兄弟。トロイア戦争の際、アダマースとパイノプスは父アシオスに従ってトロイアを救援したアリスベーの軍勢に加わった。
アシオスがギリシア軍の防壁を攻撃した際にアダマースも戦列に加わったが、ポリュポイテースとレオンテウスに阻まれた。トロイア勢が防壁内に攻め込んだ際にはアダマースも防壁内に侵入し、アンティロコスが構えた楯の中央を槍で突いたが、アンティロコスを守護していた海神ポセイドーンが槍の勢いを弱めたため、槍は楯に突き刺さっただけで貫くことは出来なかった。そのため、アダマースはアンティロコスの反撃を恐れて後退しようとしたが、メーリオネースに追いつかれて討たれた。